# Daniel (herb szlachecki)
Daniel – polski herb szlachecki nadany w Królestwie Kongresowym.

## Opis herbu
Opis zgodnie z klasycznymi regułami blazonowania:
W polu błękitnym ze skrajem złotym, daniel na murawie, w prawo zwrócony z gałązką oliwną w zębach.
W szczycie hełmu trzy pióra strusie: środkowe niebieskie, a na nim gwiazda sześciopromienna srebrna.
Labry: błękitne, podbite złotem.

## Najwcześniejsze wzmianki
Nadany 25 marca 1845 Franciszkowi Danielewskiemu, byłemu szefowi urzędu pocztowego w Warszawie.

## Herbowni
Jedna rodzina herbownych (herb własny):
Danielewski